# Friedrich Piefke
Friedrich „Fritz“ Piefke (* 9. Februar 1907 in Rixdorf bei Berlin; † 27. August 1988 in Ostrach, Landkreis Sigmaringen) war ein deutscher Politiker (SPD).
Friedrich Piefke besuchte eine Volksschule und machte eine Lehre als Schriftsetzer. 1922 trat er der Sozialistischen Arbeiter-Jugend (SAJ) und 1925 der SPD bei. Er besuchte die Meisterschule des grafischen Gewerbes, anschließend arbeitete er als kaufmännischer Angestellter. Mit der „Machtergreifung“ der Nationalsozialisten ging er in den Widerstand und wurde Mitglied der Widerstandsgruppe „Parole“. 1942 wurde er von der Wehrmacht eingezogen und geriet 1945 in Kriegsgefangenschaft.
Nach dem Zweiten Weltkrieg kehrte Piefke 1946 nach Berlin zurück und wurde politischer Sekretär der SPD im Bezirk Treptow, ab Oktober 1946 anschließend bei der SPD Berlin. 1950 wurde er Mitbegründer der Zeitung „Berliner Stimme“, deren Verlagsleiter und Gesellschafter er bis 1973 war. Er war von 1951 bis 1954 ehrenamtlicher Beisitzer beim Oberverwaltungsgericht Berlin. Bei der Berliner Wahl 1954 wurde Piefke in die Bezirksverordnetenversammlung im Bezirk Neukölln gewählt. Bei der Wahl 1963 wurde er in das Abgeordnetenhaus von Berlin gewählt, im selben Jahr übernahm er auch die Nachfolge von Werner Kreuziger als Geschäftsführer des Berliner Jugenderholungswerks. 1975 schied Piefke wegen seines Alters aus dem Parlament aus.
1977 wurde Piefke als Stadtältester von Berlin geehrt. Ab 1980 lebte er in Baden-Württemberg. 